# Mount Victory (Ohio)
Pour les articles homonymes, voir Mount Victory.
Mount Victory est un village américain situé dans le comté de Hardin, dans l'Ohio. Selon le recensement de 2010, sa population est de 627 habitants.